# Uga (geslacht)
Uga is een geslacht van vliesvleugeligen uit de familie bronswespen (Chalcididae). De wetenschappelijke naam van dit geslacht is voor het eerst geldig gepubliceerd in 1930 door Girault.

## Soorten
Het geslacht Uga omvat de volgende soorten:
- Uga colliscutellum (Girault, 1922)
- Uga coriacea Kerrich, 1960
- Uga digitata Qian & He, 1992
- Uga hemicarinata Qian & Li, 1992
- Uga javanica Kerrich, 1960
- Uga menoni Kerrich, 1960
- Uga sinensis Kerrich, 1960